# Robert McLeese
Pour les articles homonymes, voir McLeese.
Robert McLeese  (28 juin 1828-27 mars 1898) est un homme politique canadien de la Colombie-Britannique. Il est député provincial indépendant de la circonscription britanno-colombienne de Cariboo d'une élection partielle en 1877 jusqu'à sa démission en 1888.

## Biographie
Né près de Coleraine en Irlande, McLeese étudie à Dublin. Après être demeuré sept années à Philadelphie en Pennsylvanie, il quitte pour la Californie en passant par le Panama. En 1858, il s'installe en Colombie-Britannique à New Westminster. Cinq ans plus tard, il se rend dans la région de Cariboo près de Soda Creek. Sur place, il occupe la fonction de maître des postes dont le bureau est localisé dans son hôtel.
Élu à l'Assemblée législative de la Colombie-Britannique après une tentative infructueuse lors de l'élection partielle suivant la mort du député John Evans en 1879, il démission en 1888 pour se présenter sans succès à la Chambre des Communes du Canada lors d'une élection partielle visant à remplacer James Reid, nommé au Sénat, dans la circonscription fédérale de Cariboo en 1888.
Il meurt à Soda Creek en Colombie-Britannique en mars 1898 à l'âge de 69 ans.
Le lac McLeese (en), initialement nommé Mud Lake est renommé en son honneur.